# Ранно християнство
Ранното християнство е условен период в историята на християнството, датиран от Възнесение Христово – 30-те години на I век, до Първия вселенски събор в Никея, състоял се в 325 г..

## Обособяване от юдаизма
Внезапен разрив между юдаизма от една страна и ранното християнство от друга не е имало, но постепенно се появявила пропаст, която с течение на времето се разрастнала, основно по доктринални причини, а донякъде и по социални и исторически. Основни причини за възникналото разделение са:
- Приобщаване на езичници към християнството (при запазване на езическите обичаи), докато юдаизма не го допуска. Този процес прави от християнството наднародностна, универсална религия;
- Еврейската литургия Баркат Ха Миним (проклятието над сектантите), която принуждавала сектантските групи, включително християните, да напускат синагогите и да водят самостоятелен духовен живот със свои храмове за поклонение и проповядване;
- Християните постепенно започват да обвиняват за богоубийството не римляните, а евреите като цяло;
- Първото еврейско въстание, в което християните отказват да се включат, като много от тях се изселват от Йерусалим в Антиохия;
- Теодицеята при християните, които споделяли мнението, че Бог е наказал юдеите с разрушаване на Йерусалимския храм за това, че не приели Христос;
- Освобождаването от фиск юдае на християните от император Нерва формално признава християнството и юдаизма за отделни религии; една от последиците е, че юдаизмът продължил да се ползва със статут на призната религия, докато християнството изпаднало извън закона като секта и започнали християнските гонения;
- По време на Второто еврейско въстание равинът Акива бен Йосеф официално обявява Симон Бар Кохба за Месия, което е напълно неприемливо за християните.[2]